# بیل بریندلی (بازیکن فوتبال)
بیل بریندلی (انگلیسی: Bill Brindley; ۲۹ ژانویهٔ ۱۹۴۷ – ۶ آوریل ۲۰۰۷) بازیکن فوتبال بود.
از باشگاه‌هایی که در آن بازی کرده‌است می‌توان به باشگاه فوتبال ناتینگهام فارست اشاره کرد.